# Adamanzio (medico)
Adamanzio (in greco antico Ἀδαμάντιος, in latino Adamantius; Alessandria d'Egitto, IV secolo – ...) è stato un medico e scrittore greco antico.

## Biografia
Scarsi sono i dati biografici conosciuti. Si sa soltanto che fu un ebreo e fu tra coloro che fuggirono da Alessandria d'Egitto al tempo dell'espulsione degli ebrei dalla città, voluta dal patriarca Cirillo nel 415. Giunto a Costantinopoli, fu persuaso a convertirsi al Cristianesimo da Attico, allora patriarca della città; quindi fece ritorno ad Alessandria.

## Opere
Potrebbe essere l'autore di molte delle prescrizioni mediche conservate nelle opere di Oribasio e di Aezio di Amida.
È stato identificato con l'Adamanzio autore di un trattato sulla fisiognomica, Φυσιογνωμονικά, in due libri, ma la parafrasi di tematica pagana con cui esordisce l'opera fa propendere gli studiosi per rigettare questa identificazione.
È stato anche identificato con l'Adamanzio Sofista autore di uno scritto sui venti, Περὶ ἀνέμων, che è citato dagli scolii ad Esiodo, e riportato in estratto da Aezio; la meteorologia ivi descritta sembra essere di tipo peripatetico e risalire al III secolo.